# Cortes de Lérida (1440)
Las Cortes generales catalanas de Lérida de 1440 fueron convocadas por la reina María de Castilla como lugarteniente del rey Alfonso V el Magnánimo. 
Las Cortes continuaron centrándose en la financiación de las campañas mediterráneas del rey Alfonso el Magnánimo. Se sufragó una galera con 300 ballesteros que zarpó de Barcelona en finales de junio de 1440.
Los diputados se mostraron muy inquietos ante la posibilidad de un recorte de privilegios que, finalmente, no se produjo.
El 17 de septiembre de 1440 se eligieron nuevos diputados y oyentes, recayendo en Antonio de Aviñón y de Moles el cargo de diputado eclesiástico de la Diputación del General del Principado de Cataluña. Dentro de los nombramientos ordinarios cabe destacar el de Jaime Safont quien, iniciando su importante carrera, es nombrado ayudante segundo de la escribanía de la Generalidad.
| Predecesor: Cortes de Barcelona de 1436 | Cortes Catalanas 1440 | Sucesor: Cortes de Tortosa de 1442 |